# Eupithecia orsetilla
Eupithecia orsetilla är en fjärilsart som beskrevs av Druce 1893. Eupithecia orsetilla ingår i släktet Eupithecia och familjen mätare. Inga underarter finns listade i Catalogue of Life.